# Templo de Ptah (Karnak)

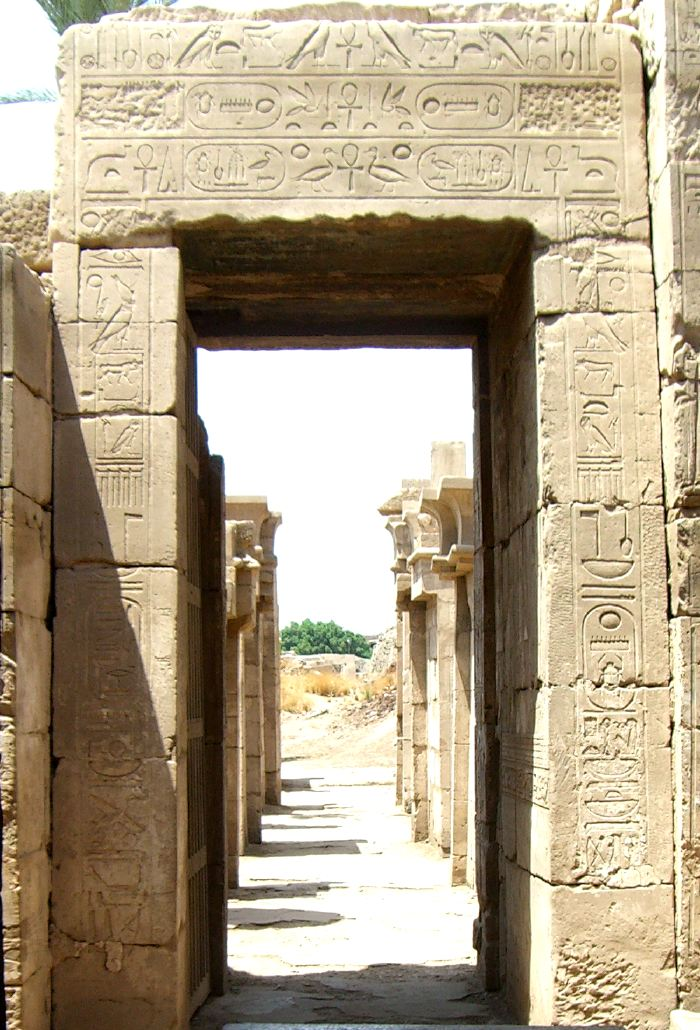
Puerta de Tutmosis III

El Templo de Ptah es un santuario ubicado dentro del gran Recinto de Amón-Re en Karnak, en Luxor, Egipto. Se encuentra al norte del templo principal de Amón, justo dentro del muro fronterizo. El edificio fue erigido por el faraón Tutmosis III en el sitio de un templo anterior del Imperio Medio de Egipto. El edificio fue ampliado más tarde por el Reino Ptolemaico.

## Historia
Este templo es un santuario ubicado dentro del gran Recinto de Amón-Ra en el Templo de Karnak en Luxor, Egipto, dedicado al antiguo dios egipcio Ptah, su esposa Sejmet, la diosa de la guerra, y su hijo Nefertum. El templo fue construido en el Imperio Medio de Egipto, aproximadamente en el siglo XVIII a. C., y Tutmosis III hizo algunas modificaciones en el siglo XV a. C., durante el Imperio Nuevo de Egipto. El templo fue sometido a sucesivas restauraciones por Shabako en el siglo VIII a. C., por Los Ptolomeos en los últimos siglos a. C. y bajo el emperador romano Tiberio en el siglo I d. C.

## Accesos
El templo consta de seis pequeñas puertas de acceso construidas juntas. La primera, al oeste, fue construida por los Ptolomeos. La segunda es una réplica de la primera pero mucho más estrecha. La tercera puerta de acceso incorpora dos columnas enganchadas que se conectan con la cuarta puerta de acceso. La quinta puerta sirve como entrada al pórtico de cuatro columnas de orden compuesto. La sexta entrada atraviesa los pilones y pasa directamente al santuario central, donde se encuentra la estatua de Ptah. Los santuarios de Ptah y Sejmet se encuentran aquí.

## Inscripciones y obras de arte
La primera puerta cruza un cartucho cerrado de Ptolomeo VI . En la fachada interior de la primera puerta hay pasajes de Ptolomeo XI y Ptolomeo XIII . Las jambas junto a la primera entrada representan a Nefertum con una flor de loto azul.
La segunda y cuarta entrada contienen cartuchos con el nombre de Shabako . El tercer cartucho de entrada está a nombre de Ptolomeo XIII. La quinta puerta que conduce a las columnas del pórtico de Ptolomeo III contiene el título de Tutmosis III y en la puerta contiene el nombre de Ptolomeo III.
La sexta puerta es la entrada al santuario. Aquí es donde el poste de la torre se extiende más allá de las puertas. Hay una escena del rey con la corona blanca. En el lado norte, el rey lleva la corona roja. En el muro sur de la cámara central principal se pueden ver escenas en relieve hundido. A la derecha hay una escena del cetro de Amón con cuatro líneas verticales y más inscripciones.
Tras la estatua de Ptah, Jonsu sostiene unos cetros en sus manos: el pilar Dyed, el cetro uas, un anj, el cetro heka (el cayado) y el cetro nekhakha (el mayal). Hay numerosas escenas pintadas del Rey, ofreciendo con el símbolo de Maat al dios Amón Ra. El muro exterior trasero del templo también es digno de mención. Aquí, a dos niveles distintos, de izquierda a derecha, se representa a Ptah en relieves, cuya cabeza debió esculpirse en una piedra hoy en día extraviada, y también a Hathor, seguido de dos escribas del Viejo y el Nuevo Reino.

## Renovaciones e investigación
La mayoría de las renovaciones se realizaron bajo los reinados de Ptolomeo III y Ptolomeo IV, quienes en general estaban preocupados por los cambios en el patio. Ptolomeo VI realizó construcciones en el camino hacia el oeste entre el Templo de Amón y los recintos norteños de Karnak. Las construcciones posteriores se realizaron bajo el reinado de Ptolomeo XIII, quien añadió una puerta entre las dos puertas de la dinastía XXV, que a su vez fue decorada por el rey Shabako, lo cual puede explicar por qué su nombre estaba en las puertas dos y cuatro.
Las excavaciones han encontrado estatuillas de babuinos y los dioses Osiris, Mut y Bastet, así como estelas marcadas con el nombre de Ptah. Desde octubre de 2008 se ha dedicado un programa interdisciplinario al templo, ubicado en el extremo norte del templo de Amón-Ra. Además, actualmente se están estudiando obras jeroglíficas, hieráticas y demóticas para completar el enfoque global de las investigaciones sobre el templo de Ptah.